# Pátek třináctého 8
Pátek třináctého 8 nebo také Pátek třináctého 8: Jason na Manhattanu je americký hororový film z roku 1989, jehož režisérem je Rob Hedden. Film je v pořadí 8. dílem v sérii.

## Děj
Krátce po masakru u jezera Crystal lake zmizel Jason Voorhees pod vodou. Vše se zdá být zatím v pořádku až do doby, kdy mladý pár nechtěně zavadí kotvou své lodě o porušený elektrický kabel a Jasona oživí a následně je mladý pár zavražděn.
O den později však z nedalekého přístavu odplouvá výletní loď Lazarus, na kterou se Jason dostane. Cestou do New Yorku, kam má loď namířeno, Jason zabije několik lidí a stále mu ještě několik lidí zbývá. Ti se však Jasonovu vraždění vyvarují a z již teď potápějící se lodě utečou pomocí člunu. Nevědí, jak daleko do New Yorku ještě zbývá, ale jsou si jisti, že Jason už je nedostane.
Avšak zanedlouho, když dorazí s potěšením ke břehům Manhattanu, se s Jasonem opět setkají. Jsou v temných přístavních ulicích, nikdo kolem není a otázkou je, zdali je Jason ještě všechny nedostane.

## Zajímavosti
Tento díl se odchýlil od původního záměru, kdy měl Jason přežít ve srubu a následně se mstít za smrt své matky.
Jde o nejdelší díl celé série.
V malé roli kuchaře se ve filmu objeví Ken Kirzinger, jenž v roce 2003 ztvárnil Jasona ve snímku Freddy vs Jason.